# Keijenberg

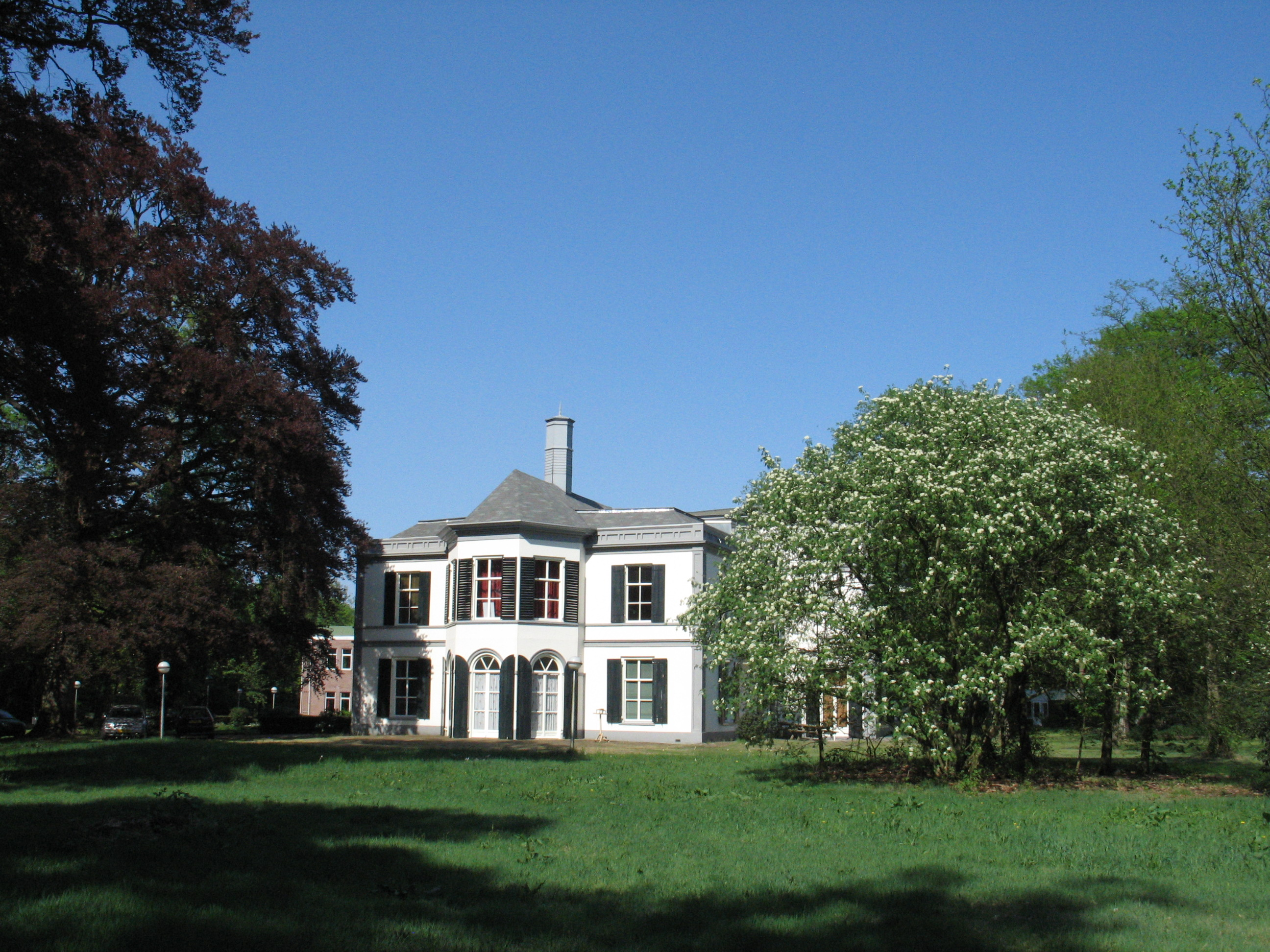
Landhuis de Keijenberg

Landgoed de Keijenberg is een landgoed in Renkum. Het 178 hectare grote landgoed is onderdeel van boswachterij Oostereng en eigendom van Staatsbosbeheer.
Het landgoed wordt gekenmerkt door het Renkums Beekdal, een open beekdal met weilanden in een bosrijke omgeving. Doordat het landgoed is opengesteld voor recreanten wordt het gebied ook druk bezocht door wandelaars, ruiters en moutainbikers.

## Geschiedenis
Door de aanwezigheid van grafheuvels van de Klokbekercultuur op het landgoed is gebleken dat er vanaf circa 1500 v. Chr. mensen woonden in de streek.
Medio 1600 waren alle gronden rondom buurtschap de Harten in eigendom van het klooster. In 1639 werden de gronden verkocht aan de Staten van het Kwartier van Veluwe en werd Hendrik van Essen tot holtrichter aangesteld. Na zijn overlijden in 1650 kwamen de gronden in eigendom van zijn dochter Swane Penseè die trouwde met Willem Joseph van Ghent, Luitenant-admiraal op de Nederlands vloot. Toen hij in 1672 sneuvelde werd zijn weduwe eigenaar van alle goederen. Toen zij op haar beurt overleed liet zij de eigendommen na aan haar twee zoons: Willem Joseph en Frederik Hendrik. De grond werd verdeeld tussen de broers waarbij Willem Joseph Landgoed De Keijenberg stichtte en zijn broer Frederik Hendrik Landgoed Quadenoord. Door vererving waren beide landgoederen van 1733 tot 1875 weer één bezit.
Het landgoed De Keijenberg bestond toen onder andere uit het erf de Keijenberg, de Hartense korenmolen, de papiermolen bij Den Bok, een weikampje nabij de rietkamp, de Kloosterkamp en een akkermaalshout.
Het landgoed werd in 1791 verkocht aan Jan van Donselaar en Eva Thomas. Zij verkochten in 1798 het landgoed aan C. Munter. De verkopers lieten voor zich zelf een woning bouwen tussen de wegen naar Quadenoord en de veldweg naar Planken Wambuis. De woning noemden ze 'Bellevue'. Deze woning brandde omstreeks 1840 af en werd vervangen door de huidige boerderij aan de Nieuwe Keijenbergseweg.

## De Beken
Munter liet in 1820 het herenhuis bouwen en gaf zijn landgoed de naam "De Beken" vanwege de drie beken die door het landgoed stromen. Ten noorden van de boerderij liet hij een "slingerbos" aanleggen uit liefde voor zijn zus Margaretha Johanna. In het bos werd een steen geplaatst met een plaquette met daarop een gedicht over vriendschap van de Leidse curator Jeronimo de Bosch. De originele plaquette is verloren gegaan maar het gedicht is herplaatst. Munter liet ook een uitzichts- of theekoepel bouwen aan de westrand van het beekdal. Deze was twee verdiepingen hoog en bedekt met een rieten kap. De latere eigenaar Wurfbain liet het afbreken vanwege de slechte staat.
Na de dood van Munter in 1828 werd het landgoed eigendom van P.A. de Veer die het in 1836 verkocht aan C.A. baron Sirtema van Grovestins (1780-1841) die op het landgoed overleed. De erven Grovestins verkochten het landgoed aan de rijke koopman G. van Santbergen uit Amsterdam die het als zomerverblijf gebruikte. De eveneens rijke Amsterdamse kooplieden D. Schuller (1848) en G.L. Wurfbain (1855) waren ook tijdelijk eigenaar. In 1875 werd jhr. mr. F.J.C. Schimmelpenninck (1853-1906) uit Amsterdam eigenaar. Na zijn dood in 1906 werd zijn dochter, jkvr. G.J.Ph. Schimmelpenninck (1864-1939), gehuwd met mr. C.H. Beels (1864-1927), eigenaar. Zij verkocht het landgoed in 1915 aan haar broer jhr. mr. dr. A.G. Schimmelpenninck (1868-1956) uit Zuilen.

## Modern gebruik
Schimmelpenninck vergrootte het herenhuis in 1930 met een vleugel en knapte ook de boerderij Bellevue/De Beken op. De jonkheer woonde niet zelf in het herenhuis, maar verhuurde het aan de Meester Slotemaker de Bruïne stichting die het gebruikte als ontspanningsoord voor huismoeders.
Het landgoed bleef eigendom van de familie Schimmelpenninck tot 1974, toen het werd overgedragen aan Staatsbosbeheer, dat de natuurgebieden op het landgoed beheert. In de boerderij die tegenwoordig de naam De Beken heeft is een gezinshuis gevestigd waar jong volwassenen met een verstandelijke beperking wonen. Verder is er een lunchroom gevestigd. In de verbouwde schuur heeft Stichting het Renkums Beekdal een informatiecentrum over het beekdal ingericht.
Het hoofdhuis wordt gebruikt door 'Woonzorgnet'. Dit is een zorgaanbieder die in kleinschalige woonvoorzieningen psychisch kwetsbare mensen met ondersteunt bij wonen, sociale relaties, werken en zinvolle dagbesteding.